# Johann Bierdümpfel

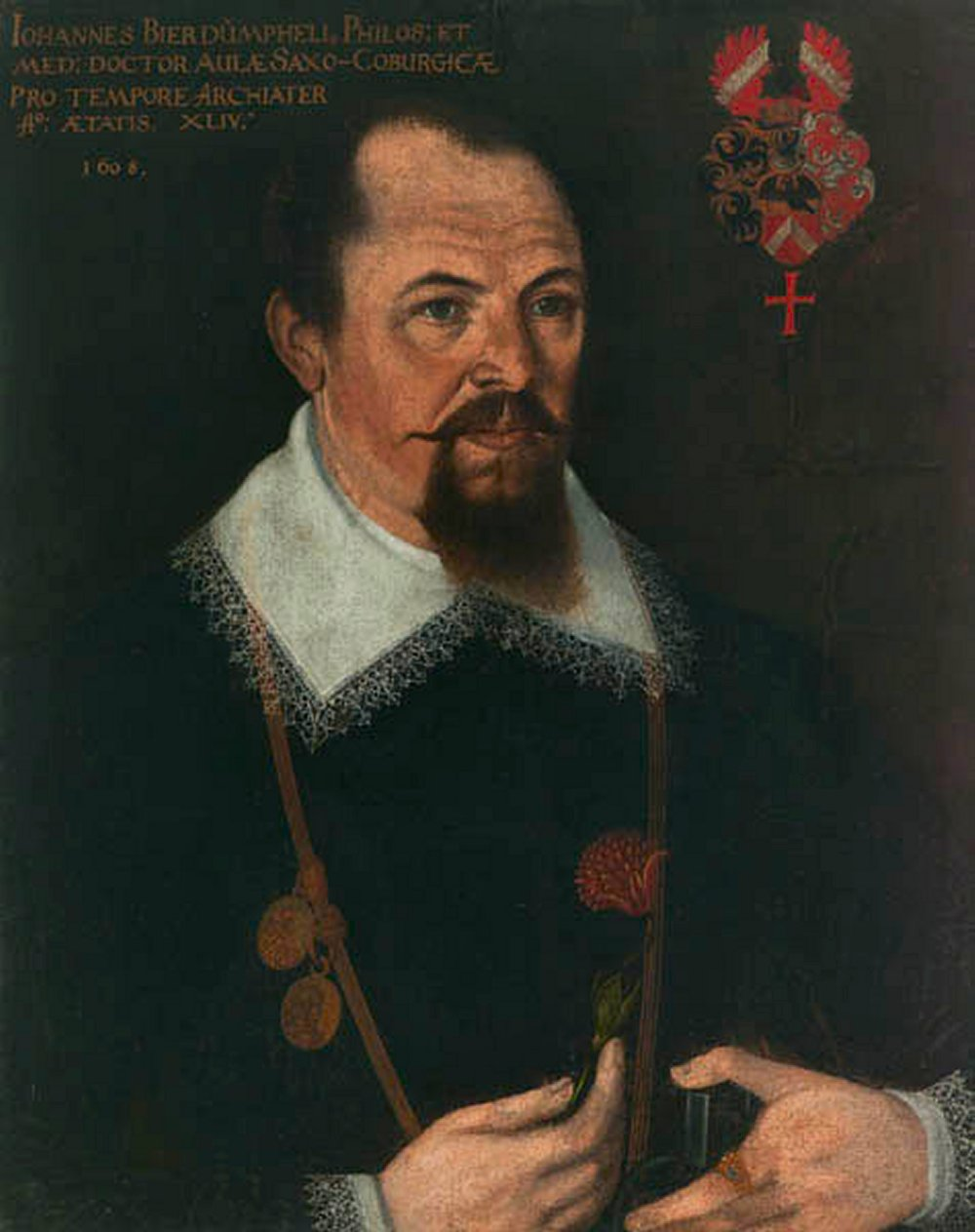
Johann Bierdümpfel (1608)

Johann Bierdümpfel (* 3. September 1564 in Häselrieth; † 1. Juni 1620 in Wien) war ein deutscher Mediziner. Er war 1599–1605 und wieder ab 1607 Arzt der niederösterreichischen Landschaft in Wien sowie 1605–1608 Hofmedicus des Herzogs Johann Casimir von Sachsen-Coburg in Coburg.

## Leben
Geboren wurde Johann Bierdümpfel bei Hildburghausen, wo ein Christian Biertümpfel bereits 1439 Ratsherr und späterhin Bürgermeister war, als Sohn des Wolfgang Bierdümpfel (1523–1580) aus Hildburghausen, seit 1557 Pfarrers zu Häselrieth, und dessen Gemahlin (seit 1550) Barbara (1525–1580), Tochter des Nicolaus Schmidt.
Der älteste Bruder Claus Bierdümpfel (* 1550) wurde Bürger und Büttner in Hildburghausen, der Bruder Andreas (1559–1622) wurde Konrektor in Hildburghausen, der Bruder Wolf wurde ebenfalls Bürger zu Hildburghausen. Daneben gab es noch die um 1570 geborenen Brüder Lazarus und Benedict Bierdümpfel, letzterer Tuchmachermeister in Hildburghausen, und die Schwester Barbara.
Johann Bierdümpfel besuchte zunächst die lateinische Ratsschule 1582–1586 in Coburg, studierte dann Philosophie und Medizin in Magdeburg, 1591–1594 in Jena, 1595–1596 in Wien, 1596–1598 in Padua, bevor er am 24. August 1598 in Basel zum Doktor der Medizin promoviert wurde, nachdem er in einer Disputation 126 Thesen zur Angina erfolgreich verteidigt hatte. 1599 ernannte ihn die niederösterreichische Landschaft zu ihrem Arzt im Viertels ob Wiener Wald, wo Bierdümpfel zunächst in Loosdorf, dann St. Pölten und ab 1603 in Wien praktizierte. 1605 berief Casimir von Sachsen-Coburg Bierdümpfel als ehemaligen herzoglichen Stipendiaten zu seinem Hofmedicus. 
„Johann Bierdümpfel, Doctor philosophiae et medicinae“, war am 13. August 1607 Medicus der innerösterreichischen Landschaft (Archiater der österreichischen Stände), nach Wien berufen, als er zu Prag von Kaiser Rudolf II. in den Reichsadelsstand erhoben wurde. Er war durch seine umfassenden Kenntnisse, Heilerfolge und gediegenen medizinischen Aufsätze weithin berühmt.
Am 24. Juni 1601 heiratete er Maria Prandel, Witwe des kaiserlichen Forstmeisters „am Aurhoff“, Carl Zwiggel (Zwickel), mit der er zwei Söhne und zwei Töchter zeugte. Nach dem Tod dieser ersten Frau heiratete Bierdümpfel am 15. Mai 1614 Margaretha, Tochter des Johann Stubecken von Königstein (Stubick von Königstein), Doktor der Arzneikunde, aus Iglauer Stadtgeschlecht (rittermäßiger Adelsstand erteilt zu Prag 1562). Aus dieser Ehe gingen ebenfalls zwei Töchter hervor. Alle Mädchen überlebten ihren Vater, die Söhne starben jedoch vor ihm.
Gestorben in Wien, wurde Bierdümpfel begraben auf dem Friedhof vor dem „Schotten Thor“ (heute Terrain des Alten Allgemeinen Krankenhauses Wien).

## Werke
Aus seiner Studienzeit unter Andreas Libavius stammt ein Thesenpapier von 1591 unter dem Titel „Syrraxis metallikē tritē“.

## Wappen

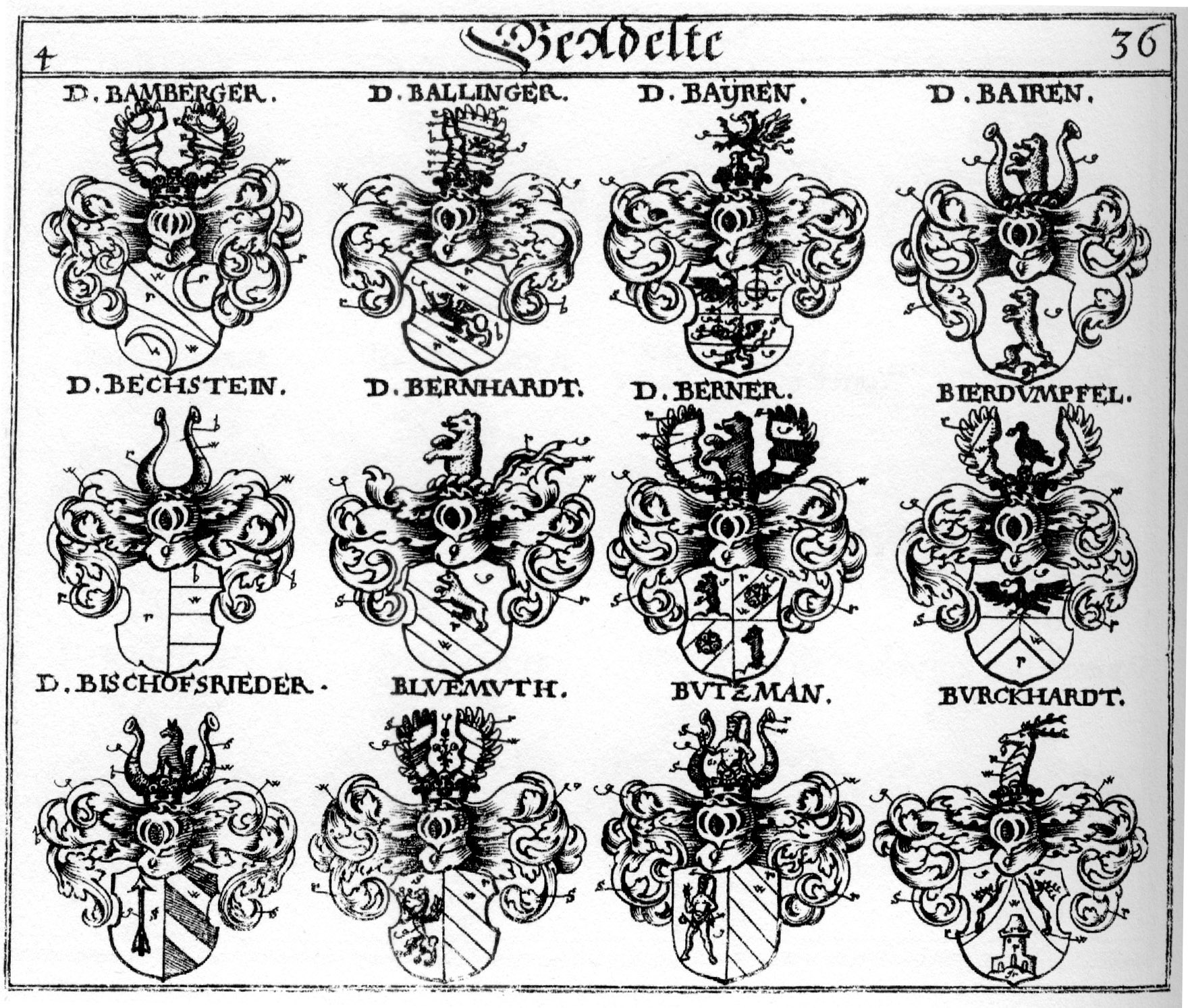
8. Wappen auf dieser Tafel in der Kategorie „Geadelte“: Bierdümpfel

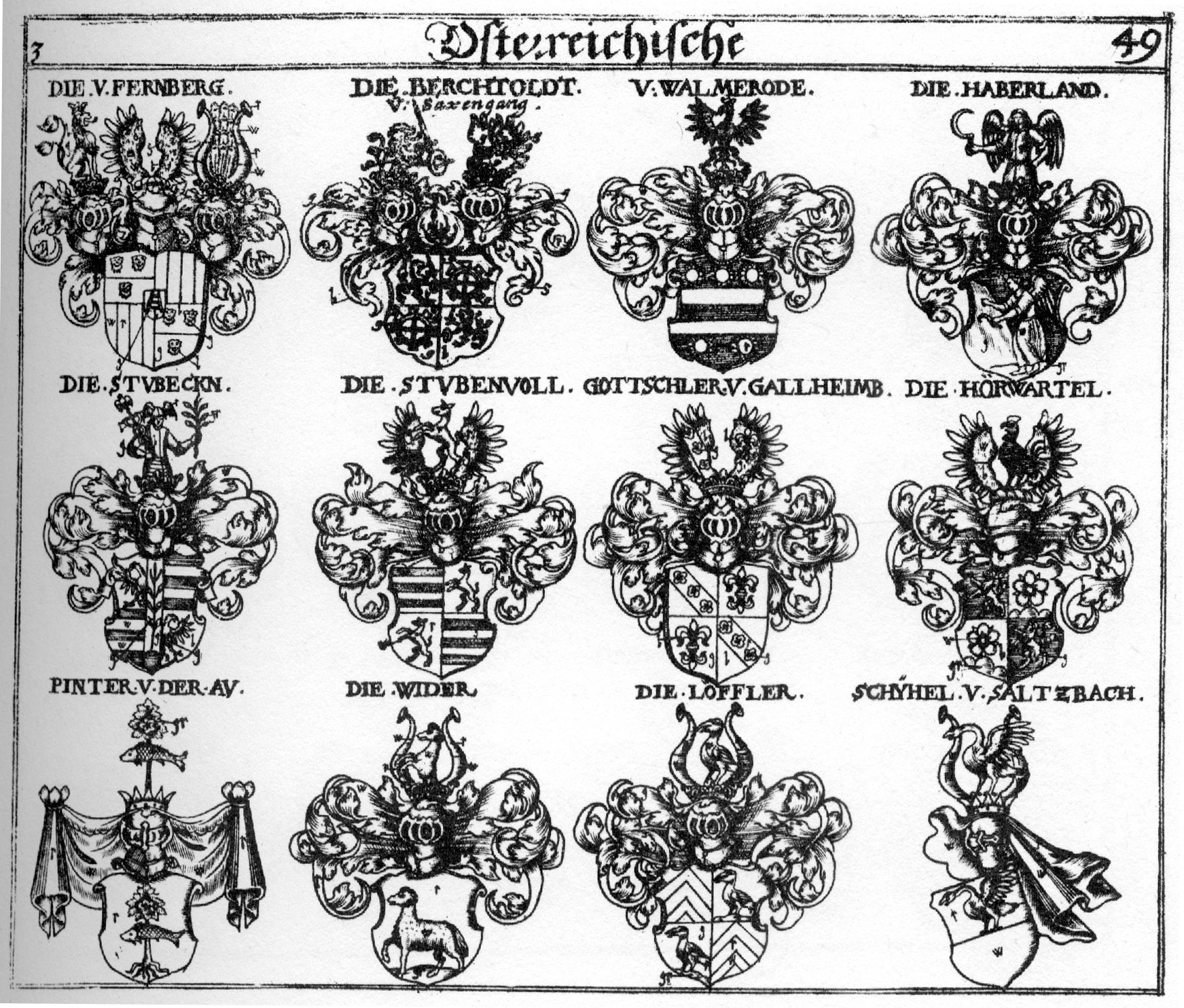
5. Wappen auf dieser Tafel in der Kategorie „Österreichischer Adel“: Stubeck [von Königstein

Das schon 1608 auf seinem Ölporträt dargestellte Wappen ist abgebildet in von Paul Fürst verlegtem Siebmachers Wappenbuch, 1701/1705, Tafel 36 aus Teil 4, in der Kategorie „Geadelte“. Es zeigt hier wie dort im von Gold und Rot geteilten Schild oben einen flugbereiten schwarzen Adler mit Siegelring im Schnabel, unten einen silbernen Sparren. Auf dem gekrönten Bügelhelm mit rechts schwarz-goldenen, links rot-silbernen Decken der Adler, hier mit gesenkten Flügeln stehend zwischen einem offenen roten Flug, der je mit einem einwärts gekehrten silbernen Schrägbalken belegt ist.